# IMPERIAL BLUE
IMPERIAL BLUE（インペリアル・ブルー）は、日本のロックバンド、モーモールルギャバンの9枚目のアルバム（4枚目のミニアルバム）。

## 解説
- ベルウッド・レコードのレーベル「ROCKBELL records」からリリース。
- プロデュースはモーモールルギャバンによるセルフ・プロデュース、ジャケットはユッカが手掛けた。
- タイトルの「IMPERIAL BLUE」とは2018年の春に初めてインドを訪れライブ[1]した時、矢島が主催者に無理言って用意してもらったウイスキーの名前[2]。

## 収録曲
1. IMPERIAL BLUE (3:24)
PVが作製されている。
2. 7秒 (4:07)
リードトラック。PVが作製されている。
3. AI ha MABOROSHI (3:26)
4. 海へ (5:20)
5. やんなっちゃったBODY (4:15)
ヤジマX名義の曲のモーモールルギャバン版

（作詞・作曲：ゲイリー・ビッチェ、アレンジ：モーモールルギャバン）

## 参加メンバー
- ゲイリー・ビッチェ (矢島剛) ：ドラム/ヴォーカル (#1, #2, #3, #4, #5)
- ユッカ (尾家祐子) ：キーボード/ヴォーカル (#1, #2)/コーラス/銅鑼 (#1, #3)
- T-マルガリータ (丸山知秀) ：ベース/コーラス